# Bancos de Bahamas

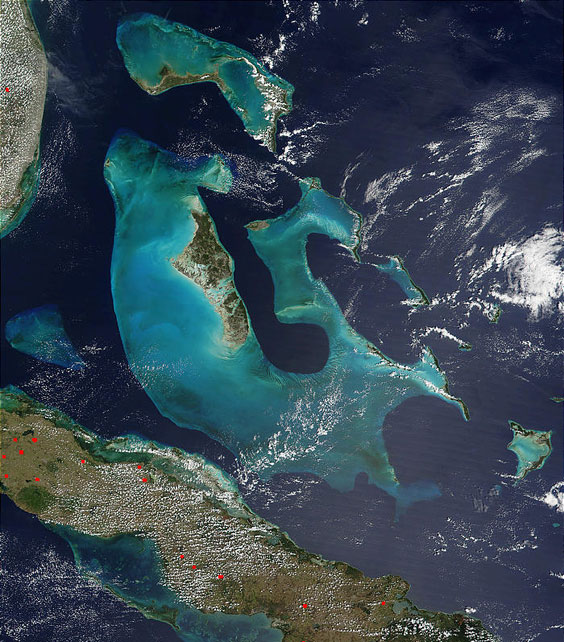
Los Bancos de Bahamas; al norte se encuentra el Pequeño Banco de Bahamas, mientras que al sur se ubica el Gran Banco de Bahamas. También se observa el Banco Cay Sal. Tomado del MODIS, cortesía NASA.

Los bancos de Bahamas son plataformas de carbonatos sumergidas que conforman el archipiélago de las Bahamas. Por lo general el término se utiliza para referirse o al Gran Banco de las Bahamas en proximidades de la isla Andros, o al Pequeño Banco de Bahamas de la isla de Gran Bahama y Gran Ábaco, que son las mayores plataformas, y el Placer de los Roques (Cay Sal) al norte de Cuba. Las islas de estos bancos pertenecen al territorio de Bahamas. Otros bancos, son los tres bancos de las islas Turcas y Caicos, que son el banco Caicos de las islas Caicos, el banco de las islas Turcas, y el banco Mouchoir (o banco de Pañuelo Blanco} que se encuentra totalmente sumergido. Hacia el sudeste se encuentran también el banco Plateado y el banco Navidad al norte de la República Dominicana.